# Universiteit van Caen
De Universiteit van Caen Normandië (Frans: Université de Caen Normandie (UNICAEN)) is een Franse universiteit in de stad Caen in het departement Calvados in Normandië.

## Geschiedenis
De Universiteit van Caen werd in 1432 opgericht door John of Lancaster, 1st Duke of Bedford. De eerste rector was een man uit Cornwall, Michael Tregury, die daarna nog aartsbisschop van Dublin zou worden. Oorspronkelijk bestond de Universiteit van Caen uit een faculteit voor Kerkelijk recht en een faculteit voor Romeins recht. In 1438 waren er al vijf faculteiten. De stichting werd in 1452 door koning Karel VII van Frankrijk bevestigd.
Op 7 juli 1944 werd de Universiteit totaal vernietigd door een bombardement. De wederopbouw begon in 1948. De nieuwe universiteit werd op 1 juni 1957 plechtig geopend verklaard. Het logo van de Universiteit van Caen bestaat uit een mythische feniks, die symboliseert hoe de Universiteit van Caen uit zijn as is herrezen.

## Bekende studenten en docenten
- Charles Demolombe (1804-1887), jurist
- Pierre Varignon, afgestudeerd in 1682
- Pierre-Simon Laplace studeerde hier van 1766 tot 1770
- Isambard Kingdom Brunel, student vanaf circa 1820
- Henri Poincaré gaf hier les van 1879 tot 1881.